# Polydora ligni
Polydora ligni är en ringmaskart som beskrevs av Webster. Polydora ligni ingår i släktet Polydora och familjen Spionidae. Inga underarter finns listade i Catalogue of Life.